# Стоуні-Прері (Огайо)
Стоуні-Прері (англ. Stony Prairie) — переписна місцевість (CDP) в США, в окрузі Сендаскі штату Огайо. Населення — 1218 осіб (2020).

## Географія
Стоуні-Прері розташоване за координатами 41°20′55″ пн. ш. 83°8′40″ зх. д. / 41.34861° пн. ш. 83.14444° зх. д. (41.348733, -83.144335).  За даними Бюро перепису населення США в 2010 році переписна місцевість мала площу 4,40 км², уся площа — суходіл.

## Демографія
Згідно з переписом 2010 року, у переписній місцевості мешкали 1284 особи в 516 домогосподарствах у складі 340 родин. Густота населення становила 292 особи/км².  Було 549 помешкань (125/км²).
Расовий склад населення:
| - 84,8 % — білих - 3,9 % — чорних або афроамериканців - 0,5 % — азіатів - 0,2 % — корінних американців - 7,2 % — осіб інших рас |

До двох чи більше рас належало 3,3 %. Частка іспаномовних становила 18,5 % від усіх жителів.
За віковим діапазоном населення розподілялося таким чином: 23,8 % — особи молодші 18 років, 58,1 % — особи у віці 18—64 років, 18,1 % — особи у віці 65 років та старші. Медіана віку мешканця становила 41,9 року. На 100 осіб жіночої статі у переписній місцевості припадало 99,1 чоловіків;  на 100 жінок у віці від 18 років та старших — 99,8 чоловіків також старших 18 років.
Середній дохід на одне домашнє господарство  становив 48 812 долари США (медіана — 47 935), а середній дохід на одну сім'ю — 55 609 доларів (медіана — 51 354). За межею бідності перебувало 8,1 % осіб, у тому числі 3,5 % дітей у віці до 18 років та 21,5 % осіб у віці 65 років та старших.
Цивільне працевлаштоване населення становило 562 особи. Основні галузі зайнятості: виробництво — 34,0 %, освіта, охорона здоров'я та соціальна допомога — 29,5 %, транспорт — 9,6 %, науковці, спеціалісти, менеджери — 8,4 %.